# Alexander Markowitsch Etkind

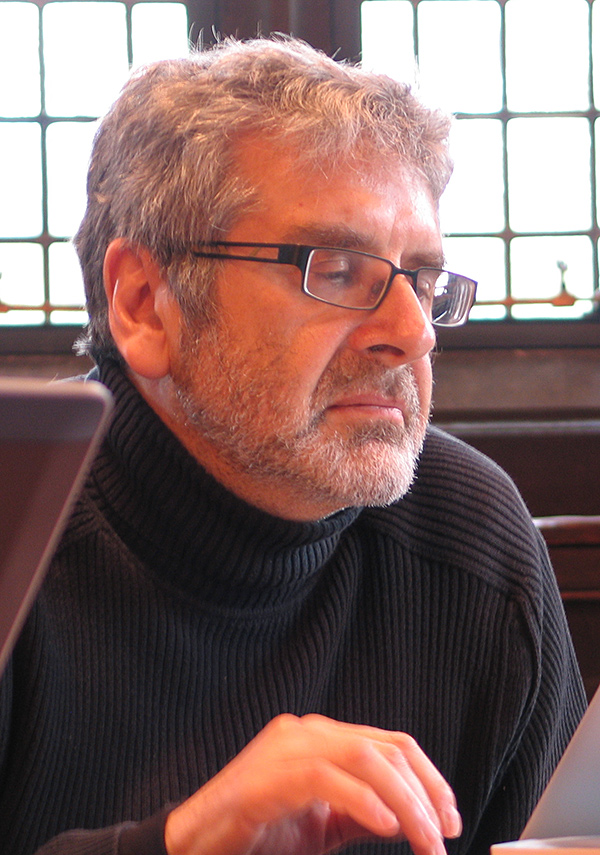
Alexander Markowitsch Etkind

Alexander Markowitsch Etkind (russisch Александр Маркович Эткинд; * 1955 in Leningrad) ist ein russischer Psychologe und Kulturwissenschaftler.

## Leben
Etkinds Vater war der Kunsthistoriker Mark Grigorjewitsch Etkind, ein Bruder Efim Etkinds. Alexander Etkind machte 1976 seinen Abschluss an der Staatlichen Universität Leningrad. 1990 emigrierte er aus der Sowjetunion. Er lehrte daraufhin an Universitäten in Harvard, Stanford, New York, Paris, Stockholm, Wien und Berlin.
Zu seinen Forschungsschwerpunkten zählen die Kolonisation Russlands, russische Protestbewegungen sowie Erinnerungskulturen in Osteuropa. Von 2010 bis 2013 leitete er das internationale Forschungsprojekt “Memory at War: Cultural Dynamics in Poland, Russia, and Ukraine”.

## Übersetzte Publikationen
- Eros des Unmöglichen : die Geschichte der Psychoanalyse in Russland. Übersetzung Andreas Tretner. Leipzig : Kiepenheuer & Witsch, 1996, ISBN 978-3-378-01006-2
- Eine oder mehrere Bewegungen oder: Wer wird der Anführer der Veränderungen in Russland?, Köln : Bundesinstitut für Ostwissenschaften und Internationale Studien